# Georgetown (Idaho)
Georgetown es una ciudad ubicada en el condado de Bear Lake en el estado estadounidense de Idaho. En el año 2010 tenía una población de 476 habitantes y una densidad poblacional de 280 personas por km².

## Geografía
Georgetown se encuentra ubicado en las coordenadas 42°28′40″N 111°21′57″O / 42.47778, -111.36583. Según la Oficina del Censo, la localidad tiene un área total de 1,7 km² (0,7 mi²), de la cual 1,7 km² (0,7 mi²) es tierra y 0 km² (0 mi²) (0.0%) es agua.

## Demografía
En el 2000 la renta per cápita promedia del hogar era de $33,500, y el ingreso promedio para una familia era de $37,813. En 2000 los hombres tenían un ingreso per cápita de $30,938 contra $13,750 para las mujeres. El ingreso per cápita para la localidad era de $12,673. Alrededor del 11.9% de la población estaba bajo el umbral de pobreza nacional.